# Zvonice v Doubravě
Zvonice v Doubravě je malá zvonice v obci Doubrava v okrese Karviná v Moravskoslezském kraji.

## Popis a historie zvonice
Zvonice v Doubravě je malá nízká dřevěná zvonice jednoduché příhradové konstrukce, která se nachází u kostela svaté Hedviky Slezské u náměstí v Doubravě. Základ pyramidové konstrukce zvonice tvoří čtyři základové trámy umístěné pod úhlem a malá střecha, pod kterou je umístěn zvon. Zvonici a její zvon posvětil dne 2. prosince 2016 Mons. František Václav Lobkowicz. Motivací ke stavbě bylo uctění památky všech horníků a také místních horníků, kteří zahynuli v dolech při výkonu svého povolání. Důlní neštěstí se v blízkých dolech stala v letech 1949, 1951 a 1985. Stavba vznikla díky finančnímu přispění několika organizací. Místo je celoročně volně přístupné.

## Další informace
Zvonice se nachází na trase Doubravské naučné stezky.

## Galerie

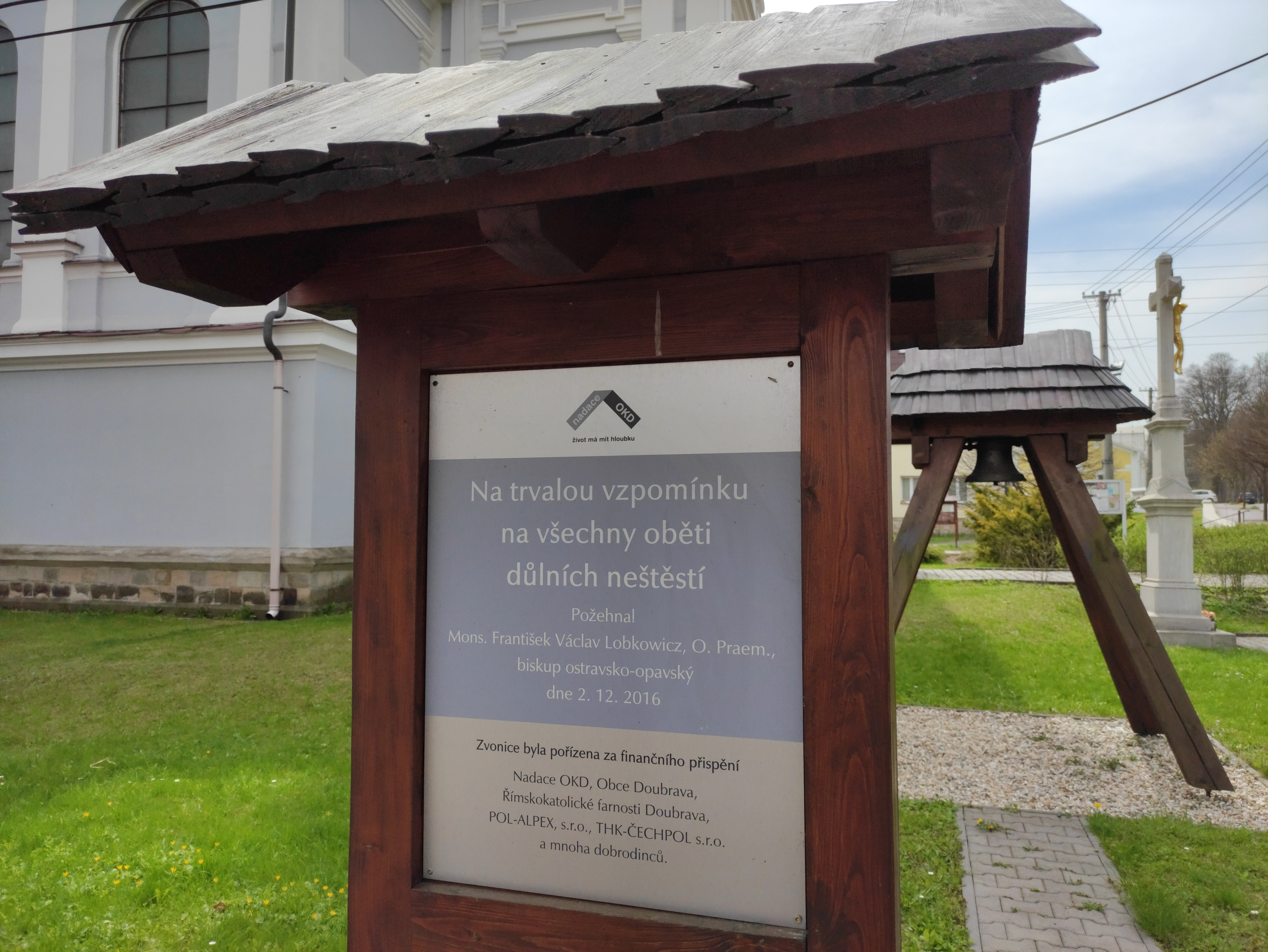
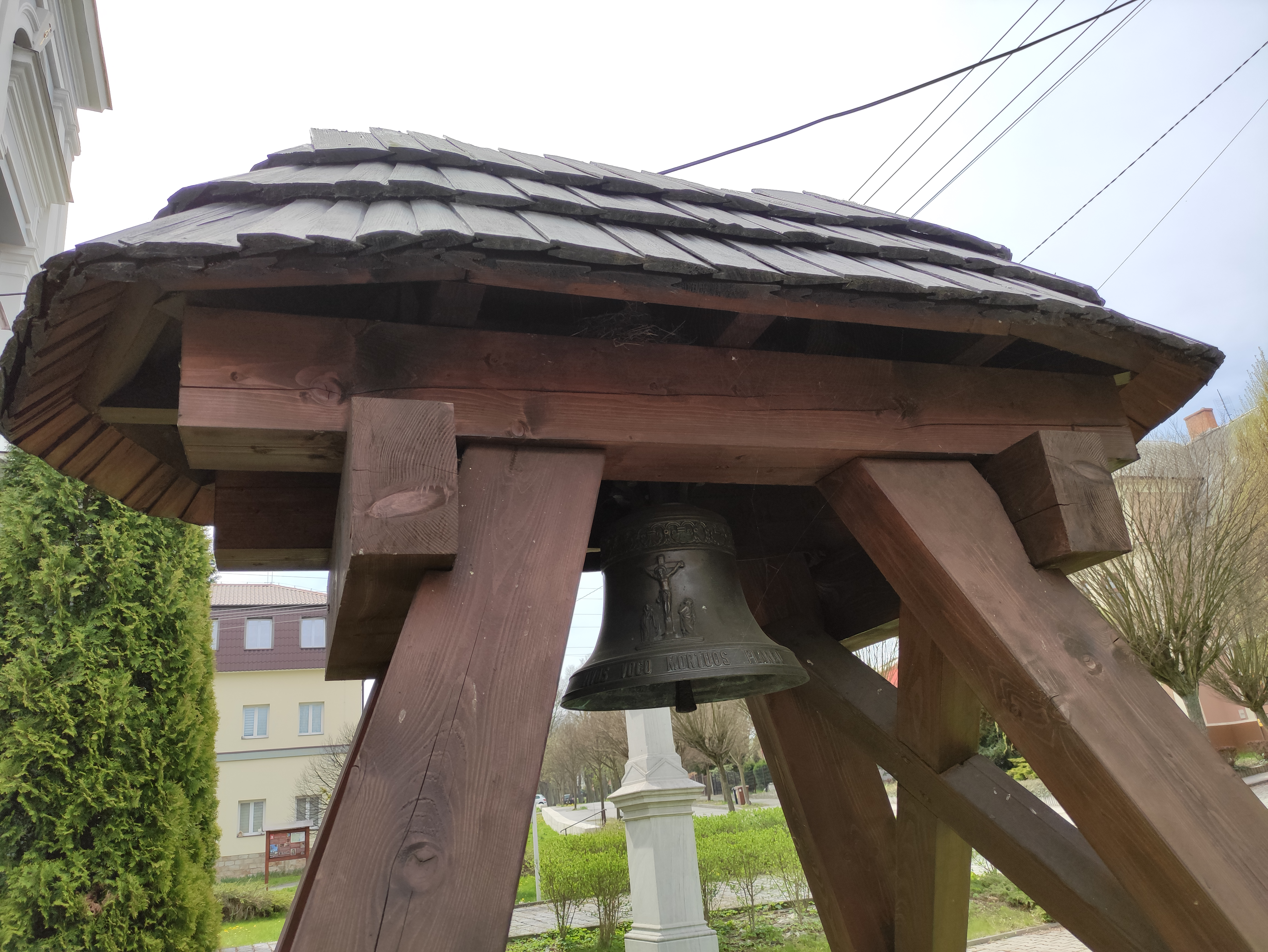